# ديون لامبرت
ديون لامبرت (بالإنجليزية: Dion Lambert)‏ هو لاعب كرة قدم أمريكية أمريكي، ولد في 12 فبراير 1969 في Lake View Terrace, Los Angeles ‏ في الولايات المتحدة.

## وصلات خارجية
- ديون لامبرت على موقع مرجع كرة القدم المحترفة.كوم (الإنجليزية)
- ديون لامبرت على موقع JustSportsStats.com (الإنجليزية)